# Ratchakram Stadium
Das Ratchakram Stadium (thailändisch สนามกีฬาราชคราม) ist ein Fußballstadion im Süden der  thailändischen Provinz Ayutthaya. Es ist die Heimspielstätte des Fußballvereins Pathumthani University FC, der momentan in der Thai League 3, der dritthöchsten Liga des Landes, spielt. Das Stadion hat ein Fassungsvermögen von 2000 Personen.